# Крижі (Україна)
Крижі́ — село в Україні, у Кременецькій міській громаді Кременецького району Тернопільської області. Розташоване на північному заході району. До 2020 центр Крижівської сільської ради. 
Утворене у результаті об'єднання 24 хуторів (Бакси, Бобрики, Гаврили, Гамері, Грині, Густини, Вулиця, Краєвський, Крижі, Легкуни, Медлики, Панасюки, Пачкарі, Підліс, Росоли, Рудники, Свідрі, Синяки, Тригуби, Філики, Цвяхи, Цигани, Цілидині, Якубці). До 1922 називалося Бережецькі Гаї.
Населення — 652 особи (2001), 613 осіб(2014)

## Історія
Відомі від 1-ї пол. 16 ст.
У 2013 році до Крижів приєднане сусіднє село Мисики.
12 червня 2020 року, відповідно до розпорядження Кабінету Міністрів України № 724-р «Про визначення адміністративних центрів та затвердження територій територіальних громад Тернопільської області», увійшло до складу Кременецької міської громади.
19 липня 2020 року, в результаті адміністративно-територіальної реформи та ліквідації Кременецького (1940-2020) району, село увійшло до складу новоутвореного Кременецького району.
28 серпня празник у селі Крижі

## Населення
За даними перепису населення 2001 року мовний склад населення села був таким:
| Мова       | Число ос. | Відсоток |
| ---------- | --------- | -------- |
| українська |           | 99,54    |
| російська  |           | 0,31     |
| білоруська |           | 0,15     |

## Пам'ятки
Є церква Успіння Пресвятої Богородиці (1996, мурована, архітектор Б. Голод), 11 «фігур».
Споруджено пам'ятник воїнам-односельцям, полеглим у німецько-радянській війні (1976, скульптор В. Пашкевич).

## Соціальна сфера
Діють загальноосвітня школа І-ІІ ступенів, клуб, бібліотека, ФАП, краєзнавчий музей (бл. 3-х тис. експон.), 2 торговельні заклади.

## Відомі люди

### Народилися
Семенчук Юрій - український священник в Австралії.

## Галерея

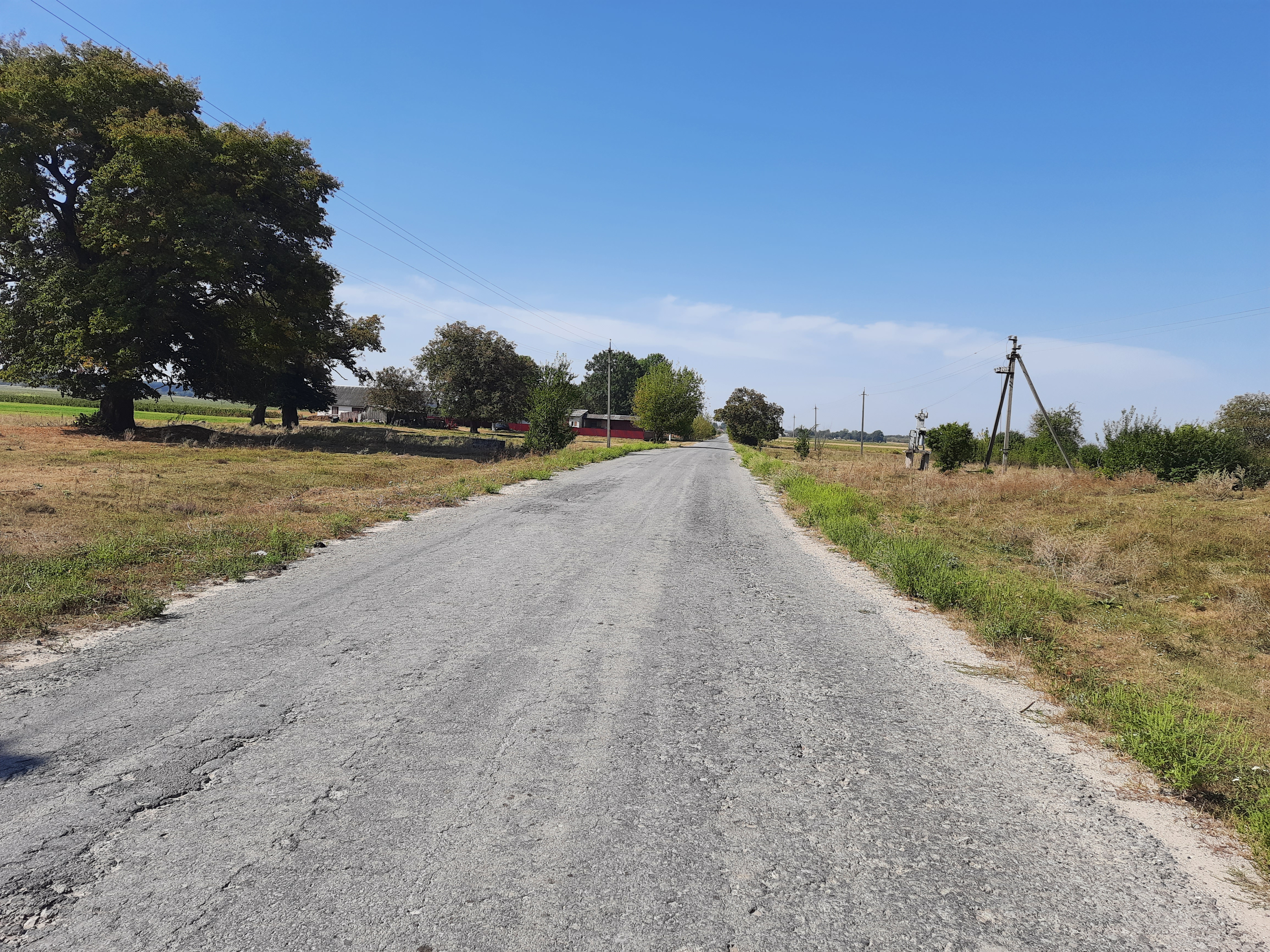
Дорога в село
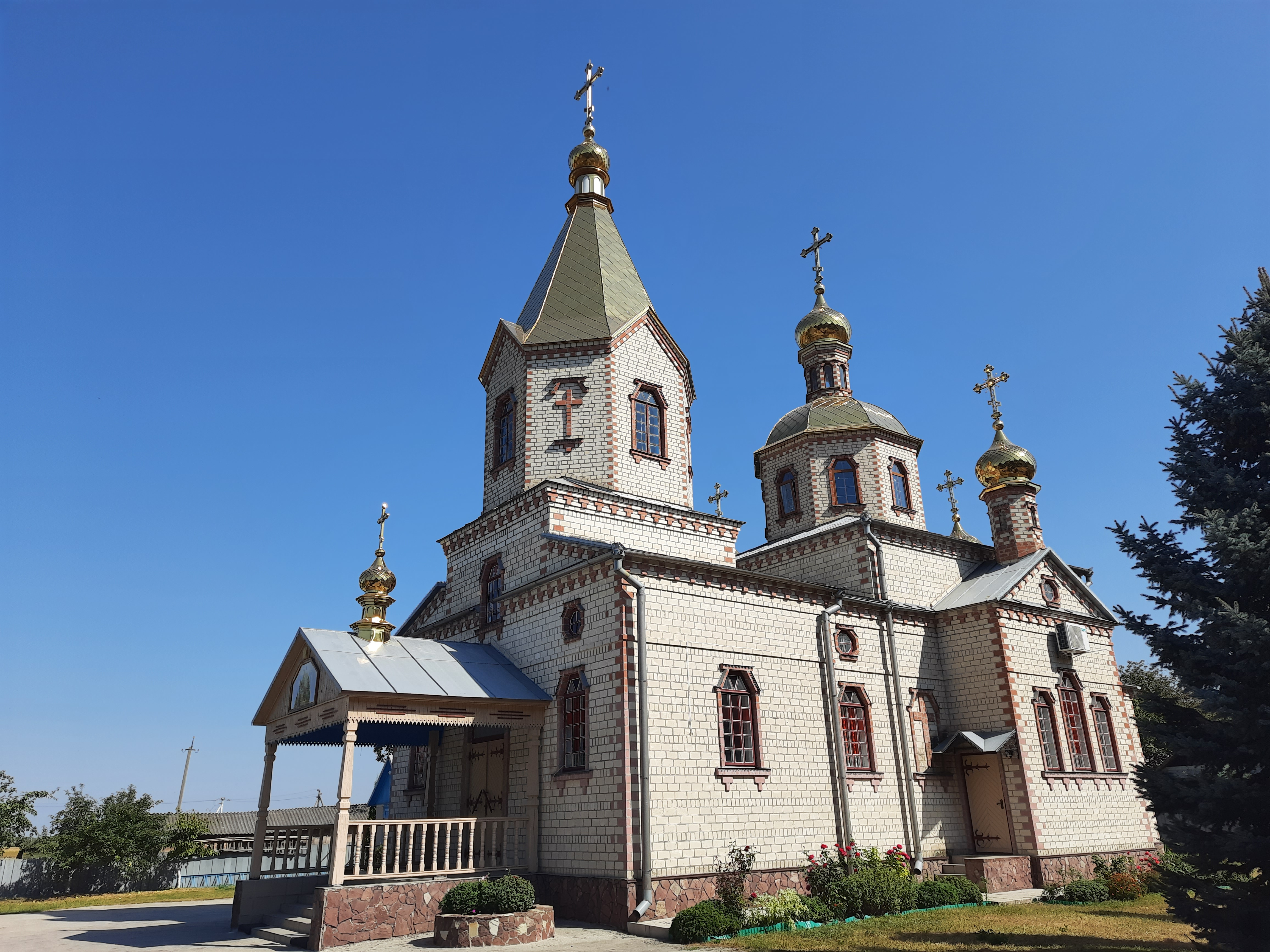
Церква Успіння Пресвятої Богородиці
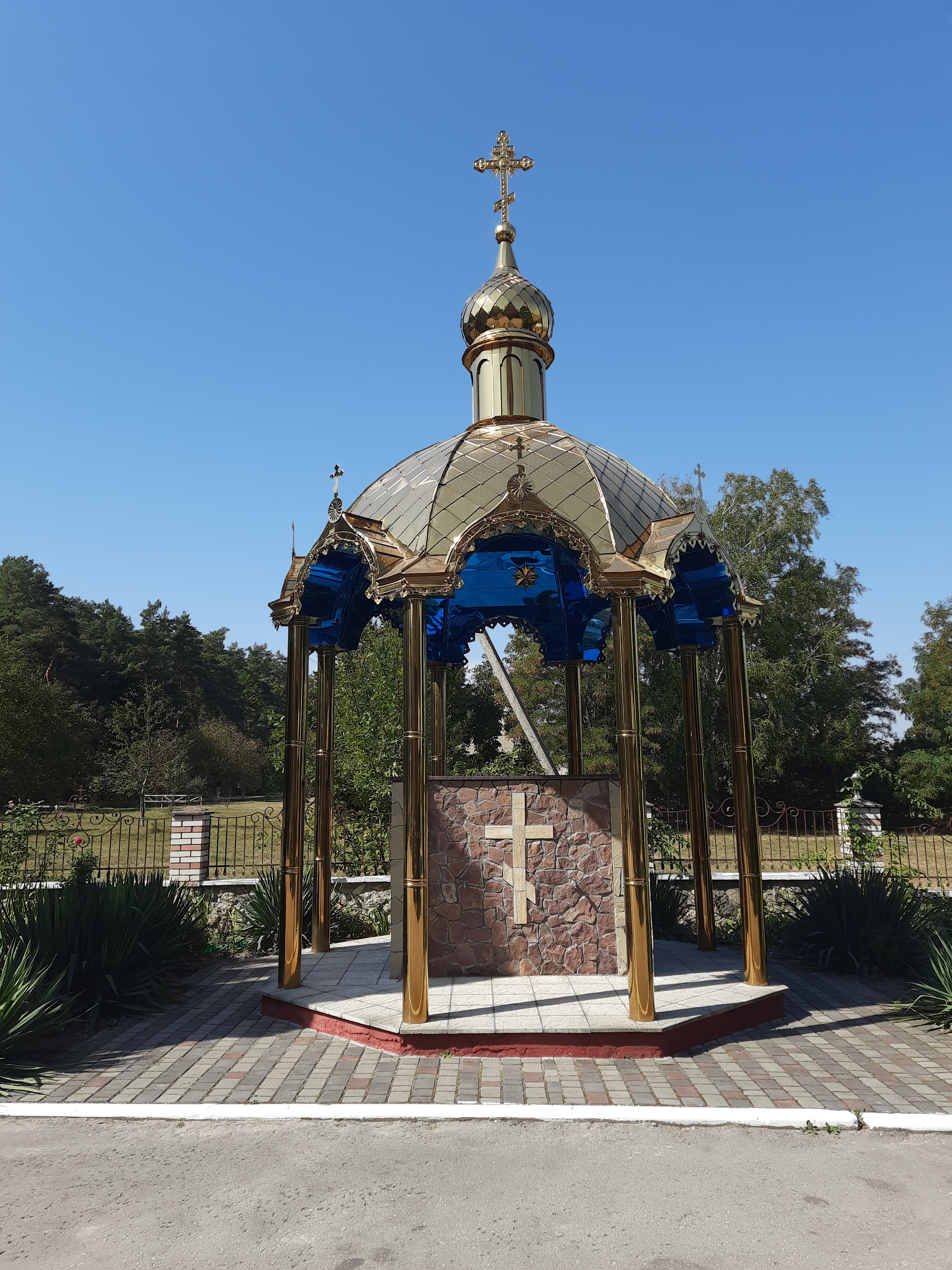
Капличка
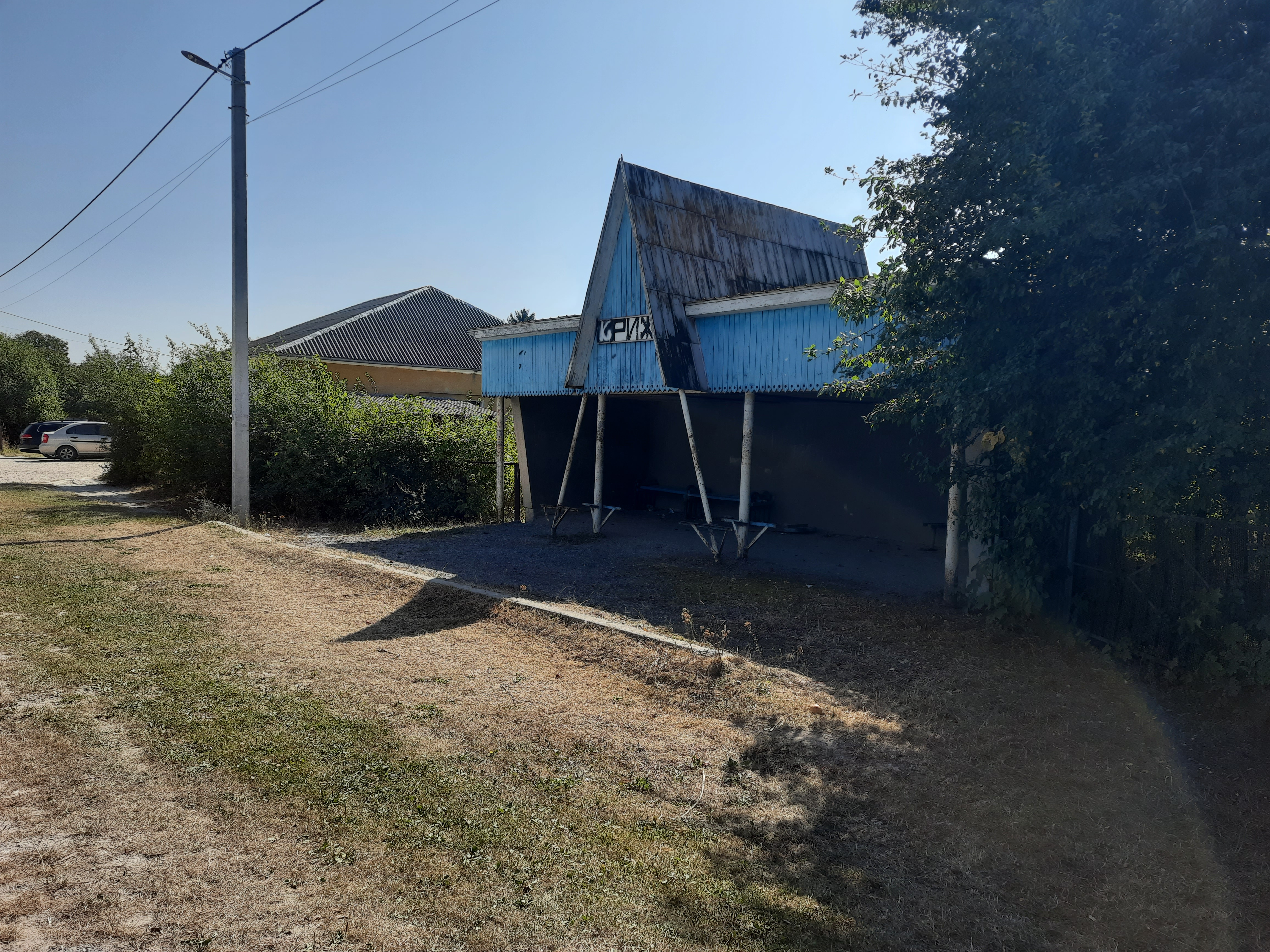
Автобусна зупинка
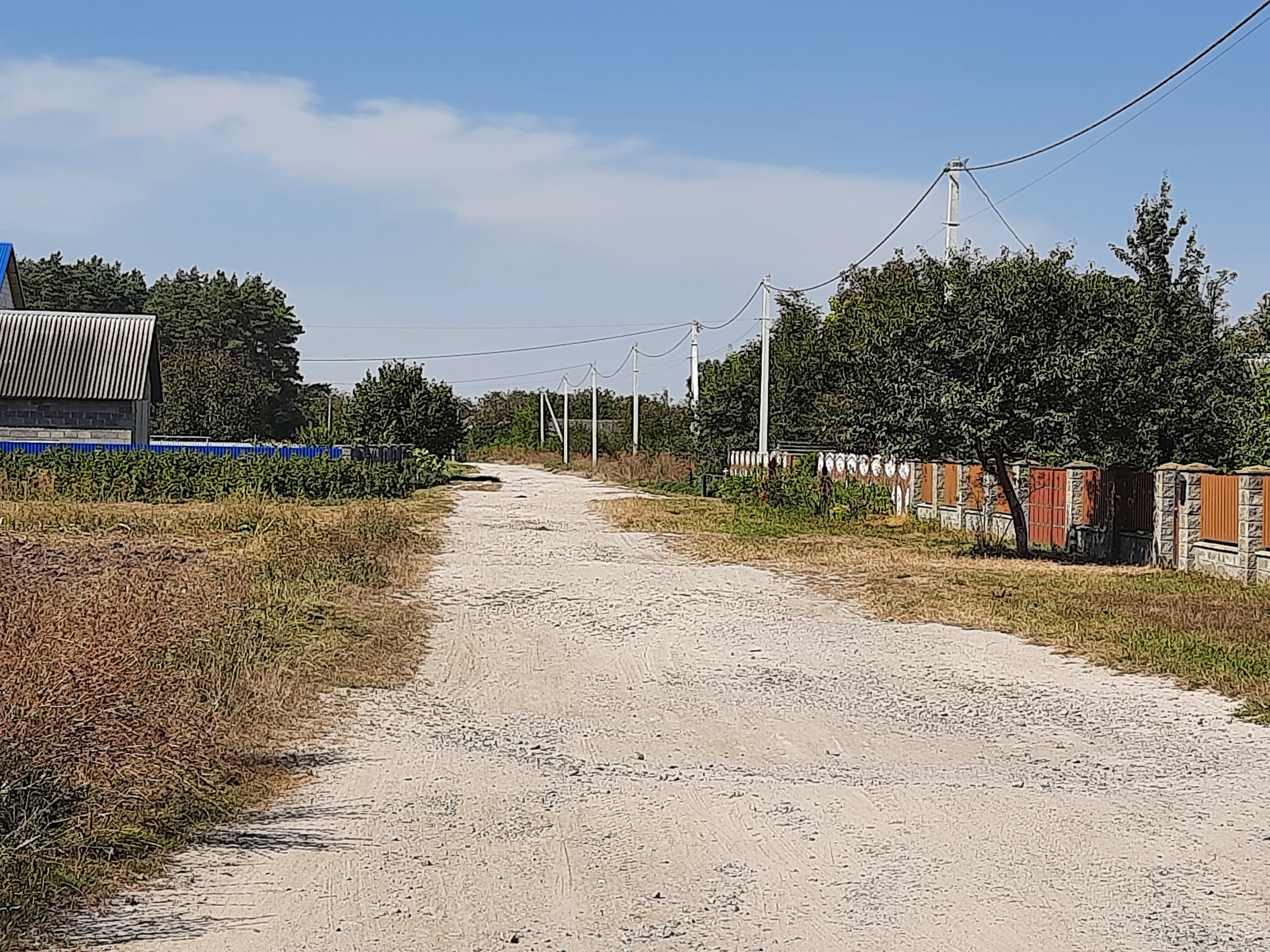
Сільська вулиця